# 애크링턴 스탠리 FC
애크링턴 스탠리 FC(Accrington Stanley Football Club)는 잉글랜드 랭커셔주 애크링턴을 연고로 하는 축구 클럽이다.
이 클럽은 원래 1891년에 창단되었지만 1965-66 시즌이 진행 중이던 1966년 경영난을 이유로 해체되고 만다. 1968년 클럽이 새로 창단되면서 랭커셔 주의 지역 축구 리그인 랭커셔 콤비네이션(Lancashire Combination) 소속 클럽으로 참가하였다. 2006년 콘퍼런스 내셔널에서 우승을 차지하면서 리그 투로 승격되어 오늘에 이른다.

## 성적
- 콘퍼런스 내셔널 우승 1회 (2005-06)
- 노던 프리미어리그 우승 1회 (2002-03)
- 노던 프리미어리그 1부 우승 1회 (1999-2000)
- 노던 프리미어리그 챌린지 컵 우승 1회 (2001-02)
- 노던 프리미어리그 챌린지 실드 우승 1회 (2002-03)
- 체셔 카운티 리그 2부 우승 1회 (1980-81), 준우승 1회 (1979-80)
- 랭커셔 콤비네이션 우승 2회 (1973-74, 1977-78), 준우승 2회 (1971-72, 1975-76)

## 선수 명단

### 현역
참고: FIFA 자격 규정에 따라 소속된 국가대표팀 국기를 표시합니다. 선수는 복수의 FIFA 비회원국 국적을 가지고 있을 수 있습니다.
| 번호 | 포지션 | 국적   | 이름      |
| ---- | ------ | ------ | --------- |
| 18   | FW     | 웨일스 | 찰리 캐튼 |

| 번호 | 포지션 | 국적     | 이름                   |
| ---- | ------ | -------- | ---------------------- |
| 28   | MF     | 아일랜드 | 셰이머스 코니엘리      |
| 38   | DF     | 아일랜드 | 코너 오브라이언        |
| 43   | MF     | 아일랜드 | 조 오브라이언 휘트마시 |